# Мендес, Арлей
Арлей Мендес (род. 31 декабря 1993 года) — чилийский тяжелоатлет, чемпион мира 2017 года, победитель Панамериканского чемпионата 2018 года.

## Карьера
На чемпионате мира в Анахайме в 2017 году в весовой категории чилиец неожиданно стал чемпионом мира зафиксировав сумму 378 кг.
В 2018 году на Панамериканском чемпионате в весе до 85 кг, Арлей занял итоговое 1-е место набрав сумму 381 кг.
В начале ноября 2018 года на чемпионате мира в Ашхабаде, чилийский спортсмен, в весовой категории до 89 кг, одержал победу в рывке подняв штангу весом 169 кг, однако в толчке он не смог зафиксировать нужный вес и в итоге квалифицировался только на 5-м месте.